# Lac Escondido (Terre de Feu)
Pour les articles homonymes, voir Lac Escondido.
Le lac Escondido, également connu sous le nom de laguna Escondida, est un lac d'origine glaciaire situé en Terre de Feu, en Patagonie argentine. Le lac est situé à proximité de la localité de Lago Escondido.

## Localisation
Le lac Escondido est enclavé dans la cordillère des Andes, il est situé à 60 km de la ville d'Ushuaïa et à 40 km de la pointe du lac Fagnano. Il est entouré de forêts andines patagoniques (es).

## Caractéristiques
En se promenant le long des rives du lac, il est possible d'observer l'action des castors sur les arbres. Les rongeurs sectionnent les arbres avec leurs dents acérées pour construire des barrages et créer un nid pour loger leur famille, inondant les bois alentour.

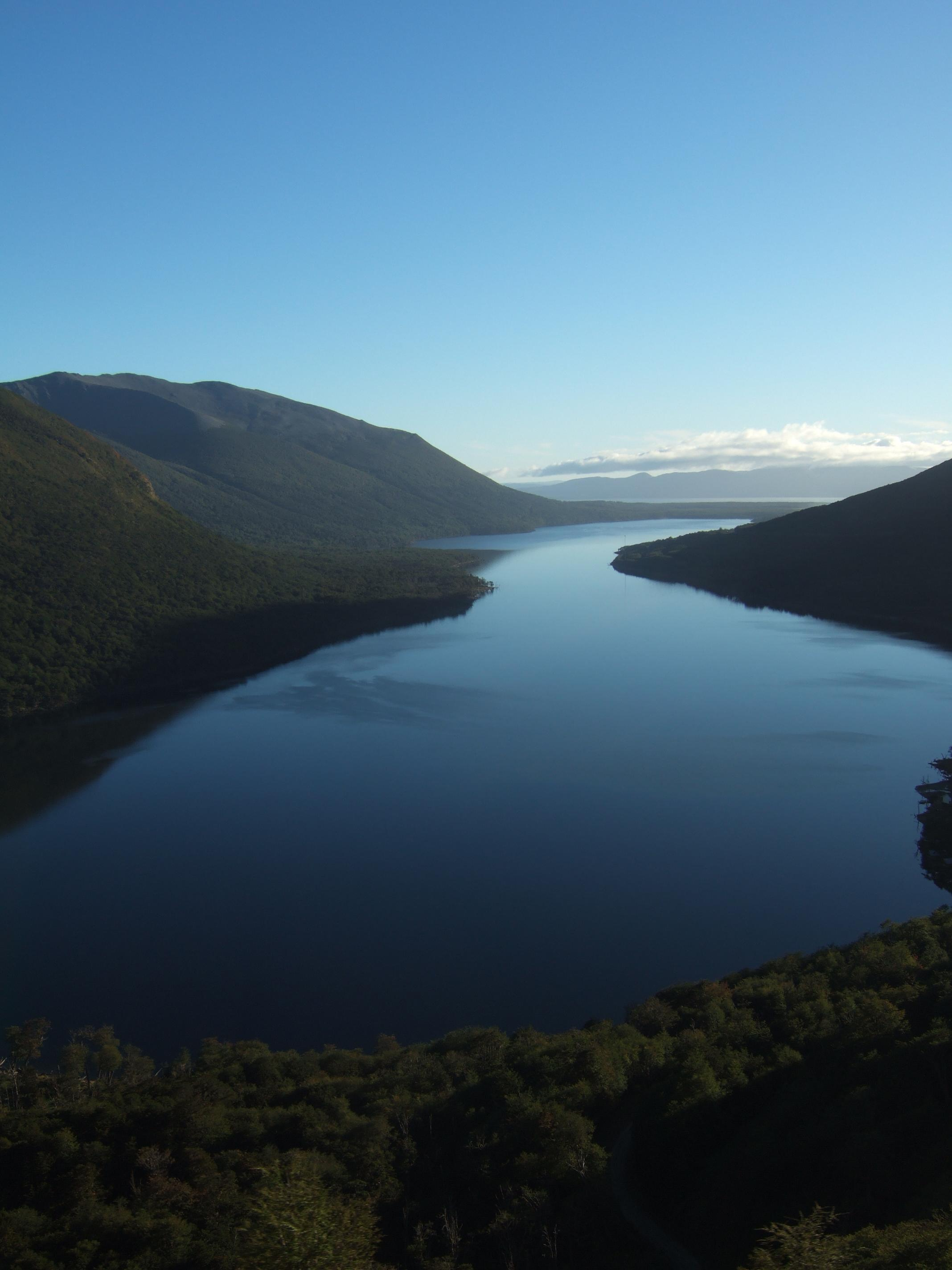
Vue du lac Escondido depuis la route nationale 3.

Il existe une jetée sur le lac où il est possible de faire de la voile avec de petits bateaux et de pêcher, qui est nommée d'après l'oiseau qui vole en planant comme les albatros, le Petrel. Bien qu'il ne s'agisse pas d'une zone très prisée des pêcheurs, il est néanmoins possible d'attraper des ombles de fontaine (Salvelinus fontinalis) à la sortie des ruisseaux et au niveau des barrages de castors, ainsi que des truites marron et arc-en-ciel.
Au kilomètre 3086 de la route nationale 3, se trouve le point culminant de cette dernière, le passage Sobrestante Luis Garibaldi, à 450 m d'altitude, qui permet de franchir la cordillère fuégienne. La cordillère des Andes court ici sur un axe ouest-est. Sur le versant nord, l'altitude augmente entre le lac Fagnano jusqu'au passage Garibaldi, à partir duquel elle commence à redescendre au fur et à mesure que l'on va vers le sud.

## Tourisme
Le lac Escondido fait partie des circuits touristiques proposés depuis Ushuaïa. Certaines des activités qui peuvent être réalisées sont la marche à pied le long des rives du lac et à travers les forêts, l'observation des barrages de castors, la pêche, l'ascension au col Garibaldi à travers une ancienne route, la navigation au moyen de kayaks.